# Francisco Javier Vergara

Carta geográfica de Colombia - por F. J. Vergara y Velasco

Francisco Javier Vergara y Velasco (Popayán, 15 de junio de 1860-Barranquilla, 21 de enero de 1914) fue un geógrafo, cartógrafo, historiador y general colombiano.

## Biografía
Autor de múltiples obras de historia y geografía y de cientos de mapas, se cuentan entre sus obras principales la Nueva Geografía de Colombia (1888, 1892 y 1901; versión definitiva publicada en 1902) y el Atlas completo de geografía colombiana (1906-1910), obra que mereció el premio Charles Manoir de la Sociedad Geográfica de París.
Miembro de varias sociedades científicas, Vergara sostuvo correspondencia con geógrafos e historiadores de toda Europa y América, entre los que se destaca el geógrafo anarquista francés Elisée Reclus, cuya capítulo sobre Colombia en la Nouvelle Géographie Universelle se basa principalmente en sus trabajos.
Vergara fue “un autor erudito y crítico”, y “su pensamiento geográfico no encajaba dentro de los parámetros de las ideologías geográficas dominantes en el país de su época”, por lo que su obra sirve como punto de partida para estudios “de la historia de la formación territorial de Colombia”.
Fundó el primer periódico militar de Colombia en 1882 titulado "El Ejército" y para 1887 se desempeñó como director del Boletín Militar de Bogotá.
El general Vergara y Velasco tiene erigido en el cementerio central de Bogotá un busto en su honor.

## Publicaciones (selección)
- Nueva Geografía de Colombia (1888, 1892 y 1901)
- 1818 (Guerra de Independencia), Bogotá, Imprenta Nacional (1897)
- Atlas completo de geografía colombiana (1906-1910)
- Memoria sobre la construcción de una Nueva carta geográfica de Colombia y de un Atlas completo de geografía colombiana, Bogotá, Imprenta Eléctrica (1906)
- Tratado de metodología y crítica histórica y elementos de cronología colombiana, Bogotá, Imprenta Eléctrica (1907)
- Capitulos de una Historia Civil y Militar.
- Archivos Nacionales: índice analítico, metódico y descriptivo, Bogotá, Imprenta Nacional (1913)

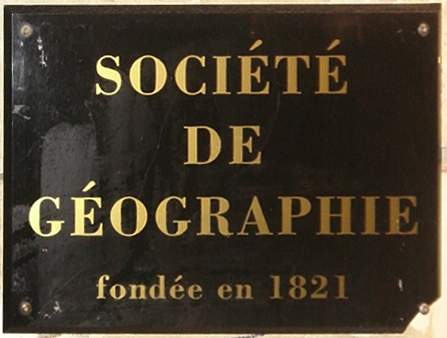

## Homenajes
- El Batallón de Ingenieros Nº 2 "Vergara y Velasco" de Malambo (Atlántico).[3]

- Charles Manoir de la Société de Géographie